# Jeżogłówka najmniejsza
Jeżogłówka najmniejsza (Sparganium natans L.) – gatunek rośliny z rodziny jeżogłówkowatych (Sparganiaceae) (według systemu Reveala) lub pałkowatych (Typhaceae) według Angiosperm Phylogeny Website. 

## Rozmieszczenie geograficzne
Gatunek o zasięgu wokółbiegunowym. W Europie jego zwarty zasięg obejmuje Europę Północną i Środkową, wraz z Półwyspem Skandynawskim i Islandią. Rośnie także na rozproszonych stanowiskach w Hiszpanii i południowo-wschodniej Europie, w Azji Zachodniej, na Kamczatce, na rozproszonych stanowiskach w Ameryce Północnej. W Polsce występuje w rozproszeniu na całym niżu, znane są także 4 stanowiska w Sudetach i kilka w Kotlinie Nowotarskiej. Tu występuje w dołach potorfowych na Puściznie Rękowiańskiej oraz w potokach, np. w potoku Uboczańska.

## Morfologia
PokrójRoślina wodna, trwała. Formy pływające o łodydze do 1 m długości, lądowe 15–30 cm wysokości.
ŁodygaNierozgałęziona, wyprostowana.
LiścieZ obu stron płaskie, 0,4–0,5 cm szerokości, krótsze od pędów, delikatne, cienkie (łodygowe grubsze), bez wyraźnego nerwu środkowego.
KwiatyTylko 1 główka o kwiatach pręcikowych, rzadziej dwie na szczycie pędu, poniżej 2–3 słupkowe wyrastające z kątów górnych liści. Kwitnie od lipca do sierpnia.
OwocPestkowiec, jajowaty, długości 0,4–0,5 cm, z dość długim dziobkiem.

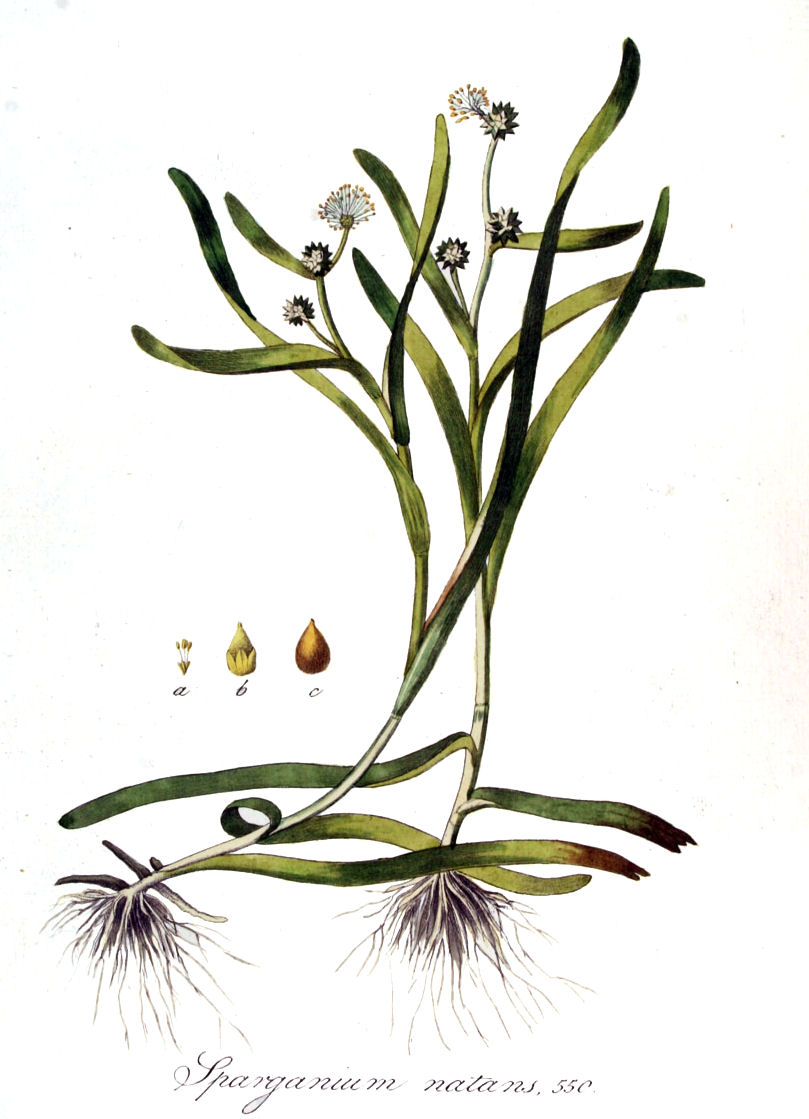
Morfologia
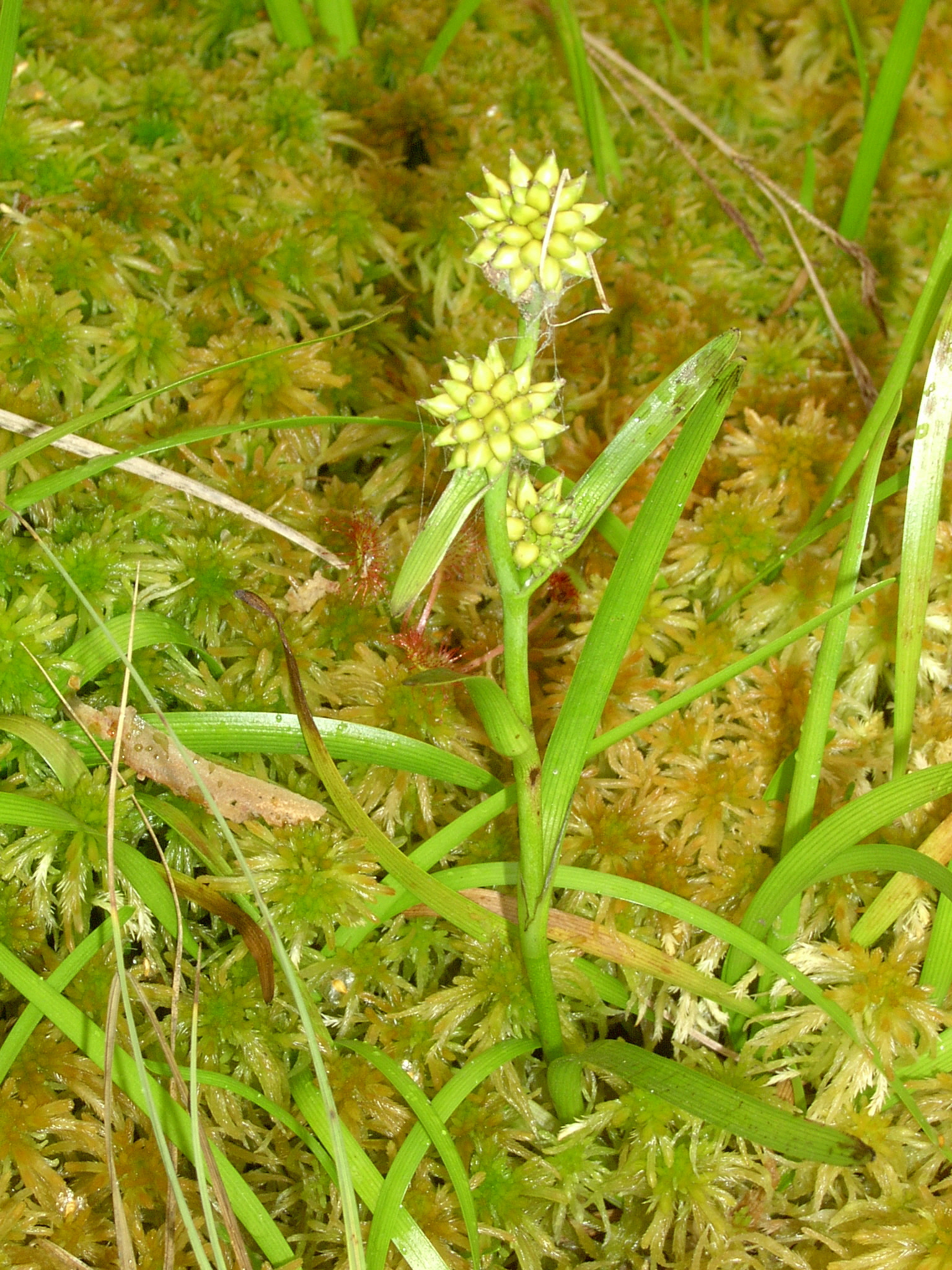
Pokrój
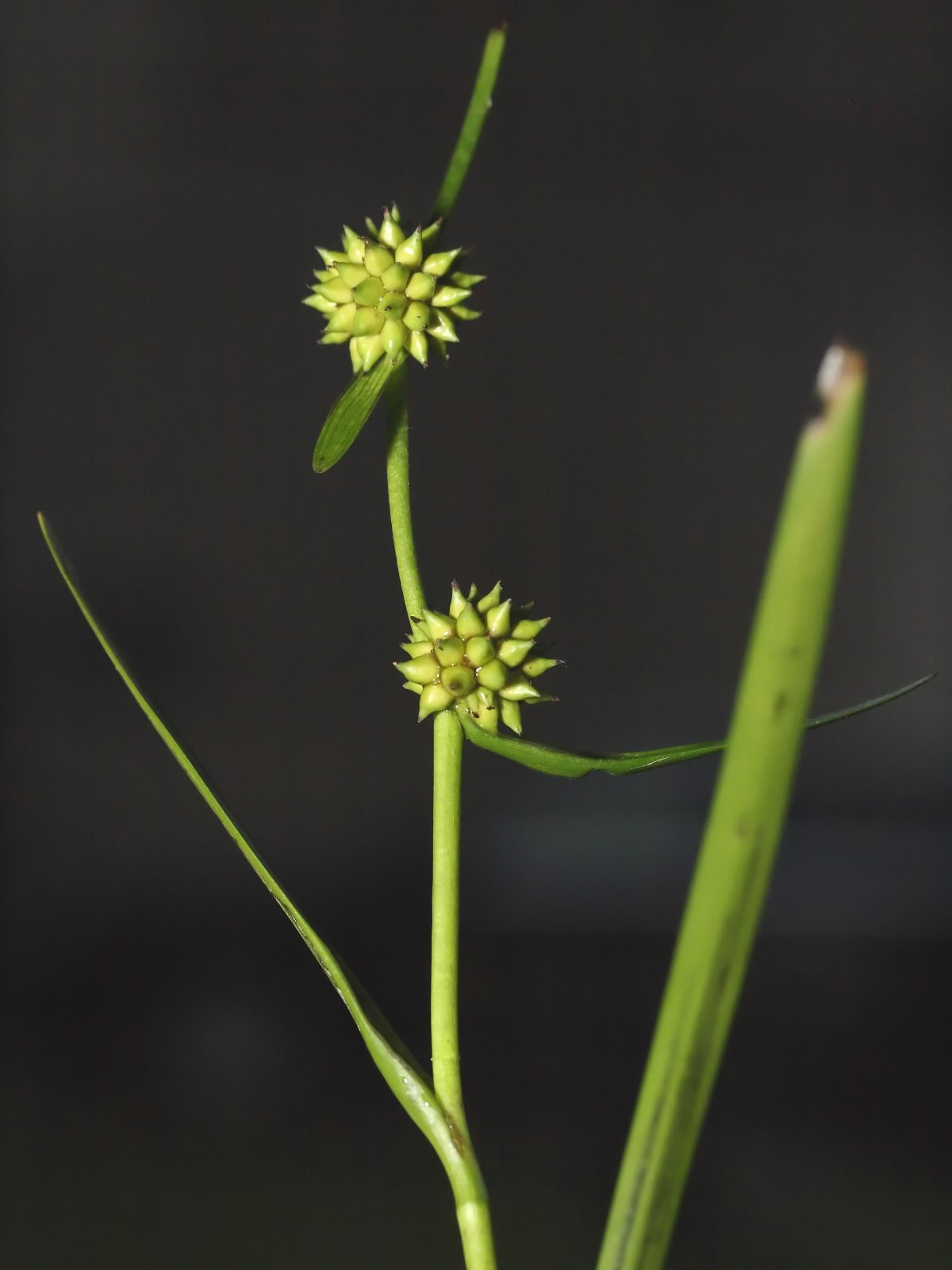
Pęd
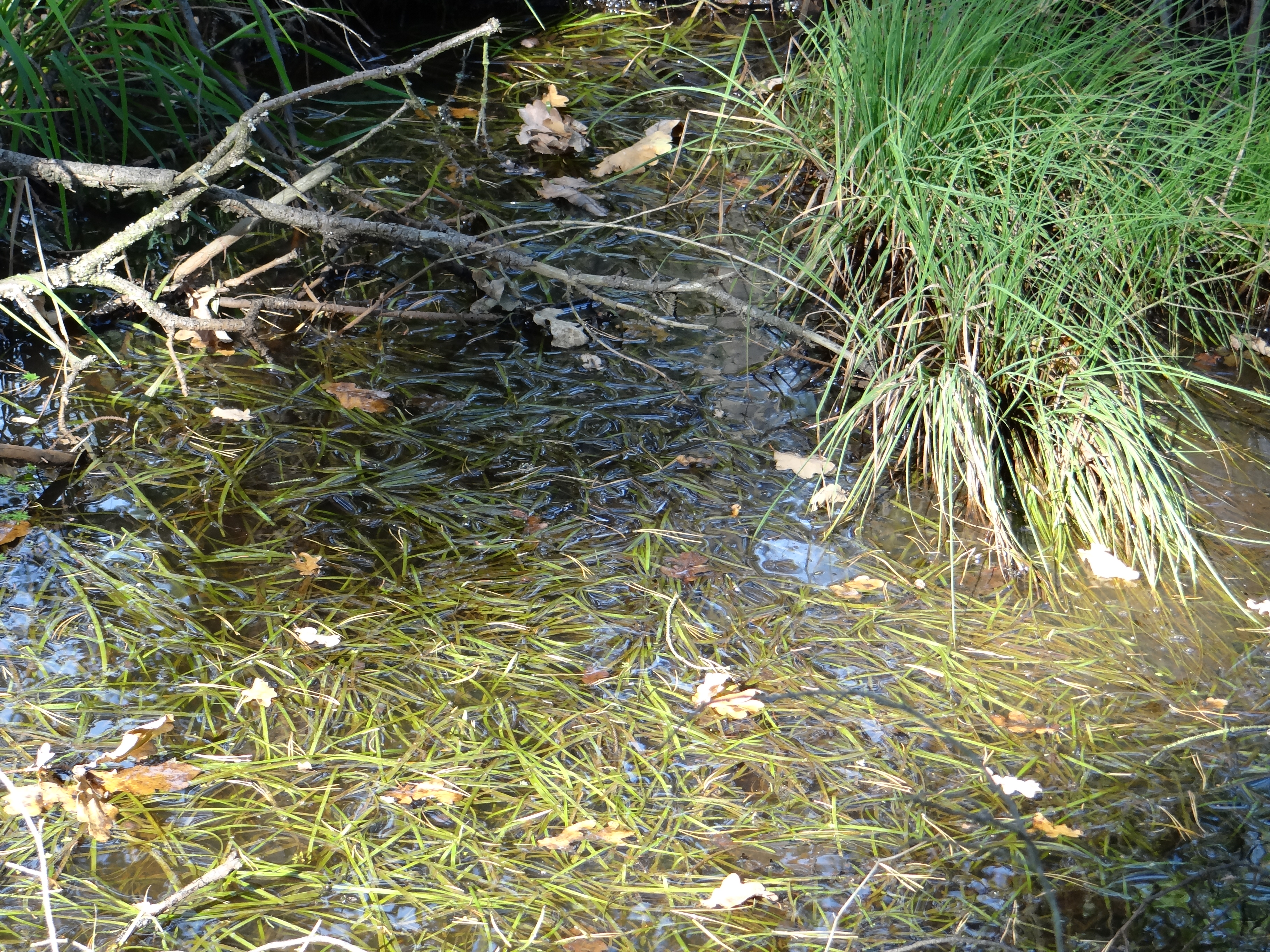
Siedlisko

## Biologia i ekologia
Bylina, hydrofit i helofit. Kwitnie od lipca do sierpnia. Zasiedla zazwyczaj wody płytkie, np., doły potorfowe i rowy na torfowiskach niskich i przejściowych. Nie odgrywa większej roli w zarastaniu zbiorników wodnych. Liczba chromosomów 2n = 30.

## Zagrożenia i ochrona
Umieszczona na polskiej czerwonej liście w kategorii NT (bliski zagrożenia).